# Radu Grigorovici
Radu Grigorovici (Černovci, 20. studenoga 1911. – Bukurešt, 2. kolovoza 2008.) je bio rumunjski fizičar i bivši predsjednik rumunjske akademije znanosti i umjetnosti.
Sin je Gheorghea Grigorovicija i austromarksističke teoretičarke Tatiane Grigorovici rođ. Pistermann. Studirao je fiziku i kemiju. Diplomirao je 1938.

## Radovi (izbor)

### Istraživanja
- Die Zündspannung von reinem Quecksilberdampf, Zeitschrift für Physik, Vol. 111, Nr. 9-10, pp. 596–616, 1939.
- Optical Properties and Electronic Structure of Amorphous Germanium, physica status solidi b, Vol. 15, Nr. 2, pp. 627–637, 1966 (colaborare cu J. Tauc și A. Vancu).
- Evaluation of the Heat of Crystallization of Amorphous Germanium, Nature, Vol. 226, Nr. 5241, pp. 143–144, 1970 (colaborare cu R. Mănăilă).

### Sinteza
- Amorphous semiconducting thin films, Thin Solid Films, Vol. 9, Nr. 1, pp. 1–23, 1972.
- Amorphous semiconducting films: Physical background of applications, Thin Solid Films, Vol. 12, Nr. 1, pp. 153–166, 1972.
- The structure of amorphous semiconductors, în Electronic and Structural Properties of Amorphous Semiconductors, ed. P. G. Le Comber și J. Mort, Academic Press, London, 1973, pp. 192–241, ISBN 0124405509.
- The structure of amorphous semiconductors, în Amorphous and Liquid Semiconductors, ed. J. Tauc, Plenum Press, London, 1974, pp. 45–99, ISBN 0306307774.

### Studije i eseji
- Bucovina între milenii: studii și documente, Editura Academiei Române, București, 2006, ISBN 973271442-5.
- Criteria in life and science: essays – talks – letters, Editura ALMA, Craiova, 2011, ISBN 978-606-567-090-7.
- Argumente: despre oameni, idei și politici, Editura ALMA, Craiova, 2011, ISBN 978-606-567-103-4.

## Vanjske poveznice
- Biografija  Arhivirana inačica izvorne stranice od 3. prosinca 2013. (Wayback Machine)
- Academia Română
- Institutul Național de Fizica Materialelor  Arhivirana inačica izvorne stranice od 3. ožujka 2011. (Wayback Machine)
- Journal of Non-Crystalline Solids
- Thin Solid Films
- physica status solidi[neaktivna poveznica]
- International Union of Pure and Applied Physics (Uniunea Internațională de Fizică Pură și Aplicată)